# Nord-Kaukasische Föderale Universität

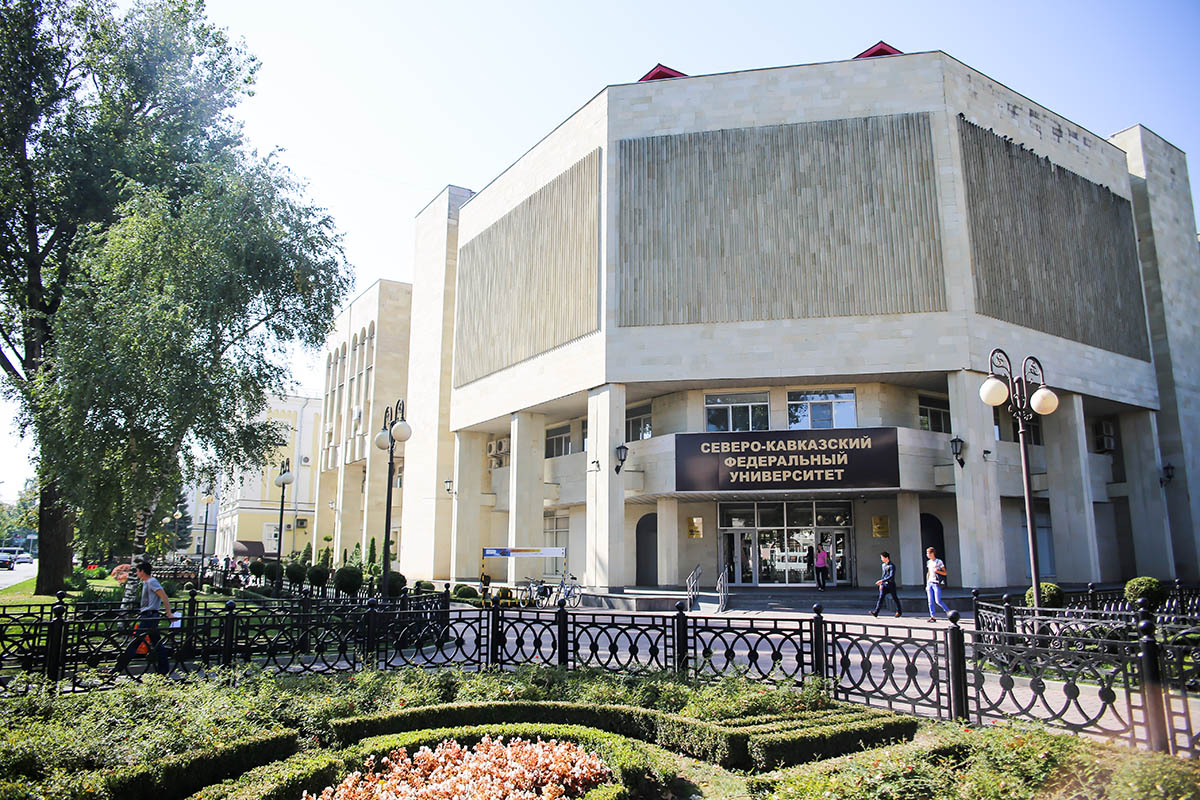
Campus der NCFU

Die Nord-Kaukasische Föderale Universität (NKFU) ist eine Universität in Stawropol im Süden Russlands. Sie wurde 2012 gegründet als Vereinigung von drei bis dahin selbständigen Universitäten, der Staatlichen Universität Stawropol, der Nord-Kaukasischen Föderalen Technischen Universität und der Staatlichen humanitären und technologischen Universität Pjatigorsk.
Die Hochschule bietet 156 Studiengänge und mehr als 700 zusätzliche Bildungsprogramme an, die von etwa 1.500 Professoren und anderen Lehrkräften durchgeführt werden. Im Jahr 2017 wurde ein Ressourcenlehrzentrum für die Ausbildung von Menschen mit Behinderungen gebildet, dessen Tätigkeit ausgerichtet ist auf die methodische Unterstützung der Bildungseinrichtungen in der Nordkaukasus-Region im Bereich der inklusiven Bildung.
Die wissenschaftliche Bibliothek der Universität gilt als eine der besten in der Russischen Föderation. Sie verfügt über mehr als 1,5 Millionen Speichereinheiten, darunter eine Sammlung alter Drucke und seltener Ausgaben aus dem 17. Jahrhundert und danach.
Die Aufgabe der NKFU besteht darin, durch effizientere Ausbildung zur Stärkung der Wirtschaft des Föderationskreises Nordkaukasus im nationalen und internationalen Wettbewerb beizutragen.

## Geschichte
Die Geschichte der Staatlichen Universität Stawropol geht auf das Agropädagogische Institut zurück, das im Jahr 1930 gegründet wurde. Es wurde zwei Jahre später umbenannt in Staatliches pädagogisches Institut, 1993 erfolgte die Aufwertung zur Universität. Diese bestand als eigenständige Institution jedoch nur drei Jahre lang. 1996 wurde sie mit der lokalen Niederlassung der Moskauer Staatlichen Juristischen Akademie vereinigt, und es entstand die Staatliche Universität Stawropol.
Am 2. Juni 1971 wurde das Polytechnische Institut Stawropol gegründet, aus dem 1994 die Staatliche Technische Universität entstand. Fünf Jahre darauf, 1999, wurde aus ihr die Nordkaukasische Staatliche Technische Universität.
Die Nordkaukasische Technische Universität entstand 1999 aus der bereits bestehenden Staatlichen Technischen Universität.
Die Staatliche humanitäre und technologische Universität Pjatigorsk wurde 1999 durch ein Dekret des Präsidenten der Regierung der Russischen Föderation Wladimir Putin gegründet.
Die Gründung der Nordkaukasischen föderalen Universität erfolgte im Februar 2012. Sie geht zurück auf ein Dekret Putins vom Juli 2011, das den Beitritt anderer Bildungseinrichtungen zur Nordkaukasischen staatlichen technischen Universität verlangte. Im Mai 2012 begann das Verfahren zum Beitritt der staatlichen Universitäten in Stawropol und Pjatigorsk zur NKFU.

## Struktur
Die Universität ist gegliedert in elf Institute, von denen neun in Stawropol und je eines in Pjatigorsk und Newinnomyssk beheimatet sind. Im Einzelnen sind dies:
- Das humanitäre Institut[2]
- Ingenieurinstitut[3]
- Institut für Mathematik und Naturwissenschaft
- Institut für lebende Systeme[4]
- Institut für Informationstechnologie und Telekommunikation[5]
- Institut für Öl und Erdgas[6]
- Institut für Wirtschaft und Management
- Institut für Bildung und Sozialwissenschaft
- Juristisches Institut[7]

## Wissenschaft
Vorrangige wissenschaftliche Richtungen der Universität sind:
- die organische Chemie und die pharmazeutische Chemie,
- Nanotechnologie und die Erforschung neuer Materialien,
- biomedizinische Technologien, lebende Systeme, biologische Sicherheit und Lebensmittel-Technologie,
- Luft- und Raumfahrt, Geoinformationstechnologie und Territorialplanung,
- maschinelles Lernen, paralleles und High Performance Computing,
- Informationssicherheit von Infrastrukturobjekten und Gebieten,
- Energieeffizienz und Energieeinsparung.